# Jacob Ritsema

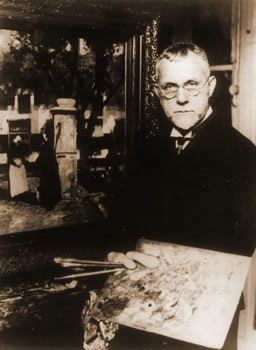
Jacob Ritsema, Foto um 1910

Jacob Coenraad Ritsema (* 10. Juni 1869 in Haarlem, Provinz Nordholland; † 15. Dezember 1943 in Laren, Provinz Nordholland) war ein niederländischer Landschafts-, Genre-, Porträt- und Stilllebenmaler der Düsseldorfer und Haager Schule.

## Leben

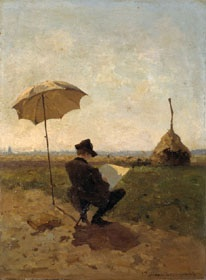
Maler Gabriël bei der Freilichtmalerei, um 1895

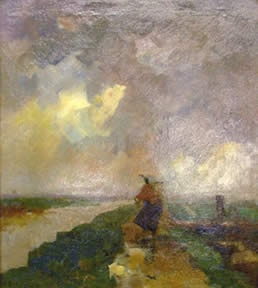
Regenbuitje, um 1900

Ritsema, Sohn des Haarlemer Buchdruckers Coenraad Ritsema (1834–1916) und dessen aus Rotterdam gebürtiger Frau Jeanette Moulijn, war das älteste von vier Kindern. Alle wuchsen in einer kunstsinnigen Umgebung auf und erlernten das Klavierspiel. Sein Vater hatte sich in Düsseldorf zum Lithografen ausbilden lassen und war danach dessen Vater Jacob (1803–1867) als Eigentümer der Haarlemer Buch- und Steindruckerei Met en Meijlink nachgefolgt. Während Ritsemas Schwestern Catharine (später Pianistin) und Coba Ritsema zunächst keine Erlaubnis bekamen, das Haus für eine Berufsausbildung oder ein Studium zu verlassen, und der Bruder Johan nach Paris in eine Steindruckerlehre geschickt wurde, ging Jacob Ritsema als 15-Jähriger nach Düsseldorf und studierte in den Jahren 1884 bis 1887 an der Königlich Preußischen Kunstakademie das Fach Malerei. Dort waren Heinrich Lauenstein, Hugo Crola, Peter Janssen der Ältere und Adolf Schill seine Lehrer. Nach dem Düsseldorfer Studium ging Ritsema nach Scheveningen bei Den Haag zu dem Maler Paul Joseph Constantin Gabriël, einem kinderlosen Freund seines Vaters, der ihn wie einen eigenen Sohn behandelte und unterrichtete. Dort lernte er Alijda van den Broeck (* 1881) kennen, die er am 30. August 1911 heiratete. Das Paar bekam zwei Kinder, den Sohn Coen (* 1912) und die Tochter Alijda. Ritsema lebte in ’s-Graveland und Kortenhoef (Wijdemeren) und Scheveningen (bis 1892), Elspeet (1893), später in Haarlem (1893 bis 1938) und zuletzt in Laren. Er hatte zahlreiche Schülerinnen und Schüler und war Mitglied der Amsterdamer Kunstenaarsvereniging Sint Lucas, des Amsterdamer Vereins Arti et Amicitiae, des Haagsche Kunstkring und des Haager Kunstvereins Pulchri Studio.
Ritsema malte vorwiegend Landschaften, in variierenden Lichtstimmungen und Farben, gelegentlich auch Porträts, Ansichten von Höfen, Stillleben und Blumenstücke. Für eine Landschaft bei Pont-Aven erhielt er den Willink van Collenprijs und den St. Lucasprijs. Emma von Waldeck und Pyrmont kaufte eine seiner Regenlandschaften, Königin Wilhelmina kaufte zwei seiner Bilder, darunter eine Landschaft mit Fischer im Abendnebel, welche später im Arbeitszimmer Königin Julianas im Palais Soestdijk hing.